# Bifur
En el universo imaginario del escritor británico J. R. R. Tolkien, en su novela El hobbit, Bifur es un enano que, aunque desciende de los enanos de Moria, no pertenece a la Casa de Durin. Nació en las Tierras Brunas desconociéndose su año de nacimiento y el de su muerte. Es primo de Bofur y de Bombur.

## Historia ficticia
En 2941 T. E., formó parte de la compañía de Thorin que se embarcó en la misión de la Montaña Solitaria para recuperar el «Reino Bajo la Montaña» de las manos de Smaug el Dorado. Se presentó ante Bilbo Bolsón  con una capucha dorada y tocó el clarinete, amén de comer mucha tarta de manzana con mermelada de frambuesa.
En el viaje luchó denodadamente para evitar, junto a Bilbo, que los atraparan los trolls en el bosque de los Trolls, pero al final fue capturado y puesto en un saco, junto al fuego, para ser el primer enano «cenado». Fue el que resultó menos dañado en el viaje de los barriles, por el río del Bosque; aunque estuvo incapacitado de moverse por el entumecimiento durante bastante tiempo. Más tarde se salvó de morir a manos de Smaug cuando este salió enfurecido de Erebor porque quedó, junto a Bombur, atrapado en un acantilado. Una vez recuperado el reino se quedó a vivir allí.

## Representación en adaptaciones
En la película El hobbit: un viaje inesperado de Peter Jackson, adaptación cinematográfica de la primera parte de la novela, Bifur es interpretado por William Kircher. Una característica del personaje, inventada originalmente por los guionistas de la película, es que tiene los restos de un hacha orco incrustados en la parte alta de la frente, con lo que el consecuente daño cerebral sólo le permite hablar en el idioma de los enanos.